# Ласбела (округ)
Ласбела (урду ضلع لسبیلہ‎, англ. Lasbela District) — один из 30 округов пакистанской провинции Белуджистан. Административный центр — город Бела.

## География
Площадь округа — 15 153 км². На севере граничит с округом Хуздар, на западе — с округами Аваран и Гвадар, на востоке — с территорией провинции Синд, на юге омывается водами Аравийского моря.

## Административно-территориальное деление
Округ делится на пять техсилов:
- Бела
- Дуреджи
- Хуб
- Утхал
- Гаддани

и 22 союзные территории.

## Население
По данным переписи 1998 года, население округа составляло 312 695 человек, из которых мужчины составляли 53,56 %, женщины — соответственно 46,44 %. На 2009 год уровень грамотности населения (от 10 лет и старше) составлял 22,3 %. Уровень урбанизации — 36,92 %. Средняя плотность населения — 20,6 чел./км².